# Distrito electoral de Custer (condado de Keya Paha, Nebraska)
Custer (en inglés: Custer Precinct) es un distrito electoral ubicado en el condado de Keya Paha en el estado estadounidense de Nebraska. En el Censo de 2010 tenía una población de 273 habitantes y una densidad poblacional de 0,65 personas por km².

## Geografía
Custer se encuentra ubicado en las coordenadas 42°51′13″N 99°41′20″O / 42.85361, -99.68889. Según la Oficina del Censo de los Estados Unidos, Custer tiene una superficie total de 419.82 km², de la cual 419.69 km² corresponden a tierra firme y (0.03%) 0.13 km² es agua.

## Demografía
Según el censo de 2010, había 273 personas residiendo en Custer. La densidad de población era de 0,65 hab./km². De los 273 habitantes, Custer estaba compuesto por el 100% blancos. Del total de la población el 0.37% eran hispanos o latinos de cualquier raza.